# Carbidopa
Carbidopa (Lodosyn) es un medicamento que se administra a las personas con enfermedad de Parkinson con el fin de inhibir el metabolismo periférico de levodopa.

## Farmacología
La Carbidopa inhibe la L-aminoácido aromático descarboxilasa (DOPA descarboxilasa o DDC),[1] una enzima importante en la biosíntesis de la serotonina a partir del L-triptófano y en la biosíntesis de la dopamina (DA) a partir de la L-DOPA.
Además de la carbidopa, otros inhibidores de la DOPA descarboxilasa son benserazida (Ro-4-4602), difluorometildopa, y α-metildopa.

## Usos
Se usa conjuntamente con L-DOPA (siendo "levodopa" el nombre comercial, un precursor de la dopamina que se transforma en dopamina en el organismo), lo que incrementa la vida media de levodopa en el plasma, de 50 minutos a una hora y media. La CarbiDOPA no puede atravesar la barrera cerebral de la sangre, por lo que únicamente inhibe la DDC periférica. Como consecuencia, inhibe sólo periféricamente la conversión de L-DOPA en dopamina. Esto reduce los efectos colaterales causados por dopamina en la periferia y, así mismo, incrementa la concentración de L-DOPA y dopamina en el cerebro.
La combinación de carbidopa/levodopa lleva los nombres de marca Sinemet, Parcopa y Atamet; mientras que Stalevo es una combinación con entacapona, que aumenta la biodisponibilidad de carbidopa y levodopa.
Carbidopa también se usa en combinación con 5-HTP, una variante natural del aminoácido triptófano que es un precursor del neurotransmisor serotonina y un intermediario en el metabolismo del triptófano. Carbidopa impide el metabolismo del 5-HTP's en el hígado, que puede llevar a elevados niveles de serotonina en sangre. La investigación nos muestra que la administración de 5-HTP y carbidopa produce un gran incremento de los niveles de 5-HTP en el plasma sanguíneo. Sin el uso de carbidopa hay un riesgo significativo de enfermedad de las válvulas del corazón cuando se toma 5-HTP, debido al efecto de la serotonina en el corazón. En Europa, el 5-HTP se prescribe con carbidopa para prevenir la conversión del 5-HTP en serotonina antes de alcanzar el cerebro.